# حمید طالب‌زاده (خواننده)
حمید طالب‌زاده (زاده ۲۰ فروردین ۱۳۵۵ در تهران) خواننده، ایرانی مقیم آمریکا است.
دو آلبوم رسمی از او منتشر شده‌است. وی با تک‌آهنگ «همه چی آرومه» با آهنگسازی میلاد باران به شهرت رسید. او همچنین برادر عماد‌‌‌ طالب‌زاده خواننده موسیقی پاپ است.

## زندگی‌نامه
حمید طالب زاده در فروردین ماه ۱۳۵۵ در تهران متولد شد. پدرش اهل ارومیه و مادرش اهل زنجان است . او دارای دو برادر و یک خواهر می‌باشد و خود دومین فرزند خانواده است. وی خوانندگی را از هفت سالگی شروع کرد. در چهارده سالگی وارد دوره جدید از خواندن شد و از بهمن ماه ۱۳۷۸ فعالیت هنری خودش را به صورت رسمی آغاز کرد.

## فعالیت
اولین آلبوم حمید، اسفند ماه ۱۳۷۹ منتشر شد. نخستین آلبوم رسمی‌اش که «ندای عاشقانه» نام داشت که آهنگسازان و تنظیم کنندگانی همچون رامیار شیخ لاری و مجید رضازاده با وی همکاری کردند. و دومین آلبومش را با عنوان «چیکار کنم» در شهریور ۱۳۸۲ وارد بازار موسیقی کرد. وی پس از دو آلبوم رسمی و مجاز در ایران، به دلیل عدم اخذ مجوز کنسرت و آلبومش از سوی مسئولان ذی‌ربط، آثارش را عمدتاً به صورت کلیپ‌های ویدئویی از شبکه‌های ماهواره‌ای منتشر می‌کرد.
قطعه «همه چی آرومه» طالب‌زاده طرفداران زیادی دارد به گونه‌ای که در فصل اول آکادمی موسیقی گوگوش جزء ۱۰ ترانه اول بود؛ و در فیلم اخراجی‌ها ۳ از این قطعه در اواسط فیلم استفاده شد که حمید طالب‌زاده در مصاحبه‌ای عنوان کرده که از ترانه «همه چی آرومه» او نیز بدون کسب اجازه در فیلم اخراجی‌ها ۳ استفاده شده‌است.در نهایت به دلیل همین قطعه همه چی آرومه ممنوع صدا شد و تصمیم به مهاجرت گرفت. 

## مهاجرت به آمریکا
طالب‌زاده آبان‌ماه ۱۳۹۱ ایران را برای همیشه برای ادامه فعالیت‌های هنری به مقصد آمریکا ترک کرد. 
حمید طالب‌زاده بعد از رسانه‌ای شدن بیانیه ۱۴ فعال سیاسی مخالف جمهوری اسلامی به کمپین من نفر پانزدهم هستم پیوست.